# Proissans
Proissans település Franciaországban, Dordogne megyében. Lakosainak száma 1086 fő (2022. január 1.). Proissans Saint-Crépin-et-Carlucet, Sarlat-la-Canéda, Sainte-Nathalène és Marcillac-Saint-Quentin községekkel határos.

## Népesség
A település népességének változása:
| Lakosok száma | 520  | 591  | 692  | 855  | 968  | 991  | 1022 | 1043 | 1055 | 1086 |
|               | 1968 | 1982 | 1990 | 2006 | 2013 | 2015 | 2017 | 2019 | 2020 | 2022 |